# Macchi M.C.200
Le Macchi M.C.200 Saetta (éclair ou flèche) fut le meilleur chasseur italien du début de la Seconde Guerre mondiale, le seul capable de rivaliser avec ses adversaires.

## Sa conception
Le M.C.200 fut conçu par Mario Castoldi, le concepteur des hydravions italiens participant à la prestigieuse Coupe Schneider, dont le dernier, le M.C.72 de 1933, battit le record de vitesse de la catégorie avec plus de 700 km/h (ce record ne sera battu que 30 ans plus tard par un hydravion russe à réaction). Le projet démarra en 1937, et Castoldi combina une aérodynamique très perfectionnée inspirée de ses modèles de course avec la massive partie frontale d'un moteur en étoile. Le prototype, un monoplan avec une structure et un revêtement en métal, un train escamotable et une cabine ouverte, vola le 24 décembre 1937, après une mise au point rendue difficile par des problèmes d'instabilité. Les premiers exemplaires sortirent des chaînes de montage en juin 1939.

## Son emploi
Sa première action de guerre eut lieu sur le front gréco-albanais, où le M.C.200 combattit avec succès contre le Hawker Hurricane britannique. Ensuite, il servit sur le front africain ainsi qu'en Russie. Dans les deux cas, il se montra robuste, sûr et apte à supporter de dures conditions, et malgré sa faiblesse d'armement (défaut commun à tous les chasseurs italiens de cette époque) et son relatif manque de vitesse, il fut un adversaire valable.
Après l'apparition du M.C.202, le Saetta fut utilisé comme avion d'assaut et intercepteur basé en Italie.

### Aéronefs comparables
- Dewoitine D 520
- Morane-Saulnier MS.406
- Bloch MB.152
- Curtiss P-36
- Curtiss-Wright CW-21
- Fiat G.50
- Focke-Wulf Fw 190
- Hawker Hurricane
- IAR-80
- Messerschmitt Bf 109
- Mitsubishi A6M Zero
- Nakajima Ki-43
- Reggiane Re.2000
- Rogožarski IK-3
- Seversky P-35